# Ricky (歌手)
Ricky（リッキー、本名非公表、10月20日生）は、日本の歌手、ミュージシャン。埼玉県新座市出身。血液型はA型。

## 概要
自称Ricky Astrovich Primakov（リッキー アストロヴィッチ プリマコフ）という名の宇宙人（イスカンダル星人）である。以前リーダーを務めていたバンドR*A*Pはそのイニシャルからとったものであるが、後に「ROCK AND POPS」の略であるとこじつけられる。シャンソンを以前習っていたため安定したハイトーンボーカルを売りにしている。
2009年4月1日にシングル「唯我独SONG」でソロデビュー。2013年1月1日事務所から独立。「この世の誰もがソロアーティスト」「誰もが独創家であり独想家である」というテーマを元に【HYPER NEO SOLOIST】（ハイパーネオソロイスト）というプロジェクトを立ち上げる。

## 経歴
2001年、JOEと共にDASEIN（ダーザイン）として「夢つれづれ」でavexよりメジャーデビュー。
それ以前はインディーズにてBAD×TIMING、天羽（アモウ）というバンドでRioh名義で活動していた。
2004年1月7日、渋谷公会堂でのライブをもって、DASEINとしての約3年間の活動に幕を下ろす。
同年1月、渡部チェル作曲のもとRicky名義で特撮番組『仮面ライダー剣』の挿入歌「覚醒」を担当。
3月24日、原宿アストロホールにて、JET（Ba.)、Tyler（Gt.）とともに自称宇宙人3人組ユニットのインディーズビジュアル系バンドR*A*P（アールエーピー）お披露目ライブを行う。
9月、RIDER CHIPSのヘルプボーカルとして『仮面ライダー剣』の2ndオープニングテーマ「ELEMENTS」（作曲：藤末樹）を担当。仮面ライダーシリーズのシングルとしては、史上最高位のオリコンチャート・初登場6位を記録する。
2005年6月、同所属の中島満雄とのツインボーカルユニットRicky&MitsuoとしてCDシングル『SOLE!SOLE!』をリリース。
同年11月、RIDER CHIPSの正式メンバーとなる。
2006年3月、RIDER CHIPSとして『仮面ライダーカブト』の挿入歌「FULL FORCE」を担当。
2007年9月21日、九段会館にてR*A*Pとしての約3年半の活動に幕を下ろす。
2008年、Dotto.〜独人〜（リッキー ソロプロジェクト）始動。
2009年、Chrome Shelledのボーカルを勤めている。
2010年、DASEIN復活、4月9日、10日に渋谷AXでライブを行うと共に、新曲「真夜中のエレジー」を発表。
2011年7月、DASEIN『未練』で新たなるスタートを切る。
同年8月、kazuya（Gt.）、SHUN.（Gt.）、ZERO（Ba.）、TSUKASA（Dr.）と共にTHE MICRO HEAD 4N'S（マイクロヘッドフォンズ）結成。
2013年1月1日、事務所を独立。
　同年5月13日、独立記念ソロワンマンイベント『「THE☆HITORI☆CKY」～独りで立って歩きまSHOW～』（昼公演【BAND☆LESS☆SHOW】夜公演【BAND☆DESS☆SHOW】）を原宿アストロホールにて開催。
2014年10月20日、Rickyソロのモバイルファンクラブ「A☆my☆world」（エイミーワールド）を開設。
2015年8月、THE MICRO HEAD 4N'Sから脱退。
2017年5月19日、左ポリープ様声帯治療の為、DASEIN「Coconial DASEIN TOUR 2017[FEATURE≒FUTURE]～今、此処に在る事が愛しくて～」TourFinal 新宿ReNY公演をもってRickyが関わるプロジェクト全ライブ活動を休止。
　同年10月7日、復帰第一弾リハビリワンマン『「THE☆OKAERI☆CKY」〜ご飯にする？お風呂にする？お歌にするぅ♪〜』公演にてライブ活動を再開。
2019年8月28日、シングル「O.1.O～Only One Ocean～」リリース。
2020年1月29日、ソロ10周年記念アルバム「R☆LITERACY」リリース。
同年11月1日、横浜MM Bronth.LIVEにて、クラウドファンディング限定アコースティックワンマンLIVEを開催。
2021年10月、渋谷REXにてコロナ禍以降、初の公式有観客ライブを開催。
2022年10月、コロナ禍以降、初のソロワンマンツアー『R☆MY BIRTHDAY TOUR 2022 「THE☆MOMIJIGARI☆CKY」 ひとつとせ 歳を重ねて 意気紅葉』を開催。

## ディスコグラフィ

### シングル
- 唯我独SONG（2009年4月1日）

Aタイプ（c/w「NIGHT&DAY」）初回限定版　CD+DVD

Bタイプ（c/w「NIGHT&DAY」「ヤサシイウソ-Ricky solo ver.」）

Cタイプ（c/w「NIGHT&DAY」「愛の手紙」）

- 我儘EMOTION（2009年7月22日）

Aタイプ（c/w「I'm Alive」「唯我独SONG〜Ricky＋ENG-F remix〜」）

Bタイプ（c/w「I'm Alive」「NIGHT&DAY〜ADAPTER。remix〜」）

- SING A SONG〜where do you go?〜（2013年9月11日）

Aタイプ（c/w「SYNCHRO2CITY」）

Bタイプ（c/w「BLACK ANT」）

Cタイプ（c/w「I want to tell U」）
- 曖昧モラトリアム（2018年8月25日）

（c/w「Hi-Techno-Boy」）
- O.1.O 〜Only One Ocean〜（2019年8月28日）

（c/w「ヨウコソサヨウナラ」「My name is...」）

### アルバム
- R☆POP[12][13]（2009年11月18日）

1. R.I.C.K.Yのテーマ
2. 裸★KING
3. 我儘EMOTION
4. 流れ星みつけたその夜に
5. I'm Alive-album mix-
6. 唯我独SONG〜Ricky＋ENG-F remix〜
7. NIGHT&DAY
8. アオイツキ
9. 雨のスパイラル〜A Rainy Spiral〜
10. 「現在」〜此ノ場所〜

- R☆MUSTER（2010年12月15日）

1. イチバン☆星
2. 他愛
3. 背徳の空の下で
4. 深雪
5. 君がいたcolors 〜はじまりの朝〜
6. 砂の城
7. メトロリズム
8. Ga.rA.Ku.tA
9. 流離人 ーサスライビトー
10. 我ここに在り
11. 春風、吹く日に... ＜通常盤のみ収録＞

- R☆MY WORLD（2014年7月9日）

1. SEQUENCE
2. ↑UP←SIDE→DOWN↓
3. HURRY UP!!!
4. SING A SONG〜where do you go?〜
5. 僕には僕の世界がある
6. iの炎
7. SYNCHRO2CITY
8. 覚醒リフレーミング
9. I want to tell U
10. R☆MY WORLD

- R☆LITERACY（2020年1月29日）

1. AGITATOR of A☆my
2. キミリテラシー
3. 人の振り見て我がREFRECTION
4. 曖昧モラトリアム
5. Hi-Techno-Boy
6. ヨウコソサヨウナラ
7. My name is...
8. 独白 -Golden Time-
9. 洗脳ビリーヴァー
10. O.1.O 〜Only One Ocean〜
11. 闇の世界 〜Light to Light〜
12. ALIEN＜from＞TOKYO